# Volodimir Balyk
Volodimir Balyk (Žydačіv, Ukrajina, 28. travnja 1958.) hrvatski je harmonikaš ukrajinskog porijekla, pedagog, koncertni izvođač, skladatelj i glazbeni producent.

## Životopis
Maturirao je klasičnu harmoniku na Glazbenom učilištu C. Krušeljnycka u Ternopilju u Ukrajini. Studij klasične harmonike završio je na muzičkoj akademiji Mykola Lysenko u Lvivu u klasi prof. M. Oberjuhtina, a dirigiranja u klasi prof.  I. Wymera. Doktorirao je 1986. godine na Glazbenoj akademiji Gnessin u Moskvi pod vodstvom prof. V. Bjeljakova.
Dobitnik je niza značajnih međunarodnih nagrada. Laureat je jednog od najuglednih međunarodnih natjecanja harmonikaša "Vogtländischen Musiktage"  Klingenthal-Markneukirchen u Njemačkoj 1981. godine.
Niz uspješnih nastupa započinje solističkim koncertom 1977. godine, nakon 1981. je gost brojnih koncertnih pozornica Europe (Rusija, Njemačka, Francuska, Poljska, Rumunjska, Hrvatska), a ističe se solistički nastup u Parizu na koncertu Music for Peace od UNESCO-a zajedno s najistaknutijim umjetnicima svijeta.
Repertoar mu se temelji kako na originalnim skladbama za harmoniku tako i na transkripcijama, pri čemu često stavlja težište na razdoblje baroka.
Osamdesetih godina XX st. programski je usmjeren na teme kao što su "Harmonika u suvremenoj komornoj glazbi", "Orguljska glazba u preradi za harmoniku" (Bach, Händel), "Glazba Vl. Zolotarjova", a devedesetih se usredotočuje na izvođenju komorne i simfonijske glazbe (Koncertna simfonija br. 1 Vl. Zolotarjova, partita „Sedam riječi“ S. Gubajduline, 5 tango senzacija A. Piazzolla, „Choral Fantasie“ J. Hatrika).
Godine 1993. godine osnovao komorni sastav Nata Bene Trio, s kojim osvaja brojne nagrade kao sto su: Grand Prix u Francuskoj, 1. nagrada u Castelfidardu u Italiji itd., te nastupa na turnejama u Francuskoj, Švicarskoj, Italiji, Njemačkoj, Austriji, Slovačkoj, Nizozemskoj. Godine 1999. Nata Bene objavljuje nosač zvuka Debut u njemačkoj izdavačkoj kući Karthause-Schmülling-Musikverlage koji časopis Intermusik proglašava CD-om godine.
Od 1998. uglavnom nastupa sa suprugom Natašom (domra, mandolina) na recitalima diljem Europe. Godine 2017. Duo Balyk ima turneju u većim gradovima Kine.
U suradnji sa zagrebačkim pjesnikom B. Pejnovićem 2001. godine pokrenut je projekt glazbeno-poetskih recitala  Jesenjin (“Kerempuh” i “Tvornica” u Zagrebu, “Zorin dom” u Karlovcu, HKK u Zadru i td.), CESARIĆ (EXITteatar, Zagreb).
Autor je niza članaka te monografija o problemima metodike i povijesti izvođaštva na harmonici, izdanih u Rusiji, Ukrajini i Njemačkoj.
Volodimir Balyk bavi se i pedagoškim radom, od 1987. do 2000. je predavač (1991. docent, 1994. redovni profesor) na Glazbenoj akademiji u gradu Astrahanj (Rusija). Od 1995. gostujući, a od 1998. redovni profesor na Visokoj školi za glazbenu umjetnost "Ino Mirković" u Lovranu te od 2004. profesor mentor u Glazbenoj školi I. M. Ronjgova, Pula (od 2013. pročelnik odjela). Od 2018 profesor savjetnik harmonike u Glazbenoj školi I. M. Ronjgova, Rijeka. Godine 2022. Balyk je napredovao u zvanje profesor izvrstan savjetnik.[koje?] Učenici prof. Balyka postižu zapažene rezultate na državnim i međunarodnim natjecanjima.
Balyk je stalni član ocjenivačkih sudova u Hrvatskoj i inozemstvu. U razdoblju od 2009. do 2018. bio je član ispitnog povjerenstva za polaganja stručnih ispita u hrvatskoj Agenciji za odgoj i obrazovanje.
Godine 1994.  dobio je naslov zaslužnog umjetnika Ruske Federacije, a 1995. proglašen je čovjekom godine u području kulture i umjetnosti Astrahanske oblasti u Rusiji. Godine 2002. za posebne zasluge u razvoju glazbene kulture dobio je hrvatsko državljanstvo, primljen je u članstvo Hrvatskog društva glazbenih umjetnika, i dobio priznanje Primorsko-goranske županije za najuspješnijeg odgojno-obrazovnog djelatnika.

## Djela za harmoniku
- Preludij In memoriam VZ (1978.) (Дрогобич: Посвіт. 2012.)
- Preludij i fuga (1979.) (Киів: Музична Украіна, 1986; Kamen, Karthause Schmulling Musikverlage GmbH, 1992. i 2000.)
- Sonata №1 na temu DSCH (1981.)
- Recitativo i fuga (1981.), Lontano (2001.), Međimurska (2003.), For …you (2005.), ParafRomanijA (2010.) [В. Балык: Пьесы для аккордеона. Санкт-Петербург: Союз художников, 2015. ISBN 979-0-706419-93-0]
- From baroque to rock. Transcriptions for bayan (accordion)/ Drogobych, Posvit, 2021. ISMN 979-0-707542-09-5
- Zvrk" (2019.), Capriccioso... senza rondo (2020.), Stay home (nostalgie), A!... je to?, Etida za "Laku noć" (2021.). [Volodimir Balyk: Album for young. Rijeka: Glazbena škola I.M. Ronjgova, 2023. ISMN 979-0-9013730-0-6]